# Bashkia e Fushë-Krujës
Bashkia e Fushë-Krujës är en kommun i Albanien.   Den ligger i prefekturen Qarku i Durrësit, i den norra delen av landet, 19 kilometer norr om huvudstaden Tirana.
Trakten runt Bashkia e Fushë-Krujës består till största delen av jordbruksmark.  Runt Bashkia e Fushë-Krujës är det ganska tätbefolkat, med 248 invånare per kvadratkilometer.